# Donny Harrel
Donny Harrel (North Bend, Oregon, 1969. december 17. –) amerikai baseballozó és baseballedző, 2009-től a Seattle Redhawks vezetőedzője.

## Játékosként
1989–1990-ben a Taft Cougarsnél játszott, majd az 1990-es MLB-draft során a Kansas City Royals kiválasztotta.

## Edzőként
Több helyettesi pozíciót követően 1997-ben a Lane Titans vezetőedzőjévé nevezték ki. Hét szezonja alatt 223–92-es eredményt ért el és megnyerték az 1999-es NWAACC-bajnokságot. A Southern divízió négyszer választotta az év edzőjének. Egy ideig a Bend Elks edzője volt.
Két szezonig az Oregon State Beavers önkéntese volt, majd négy szezonra a Washington Huskies munkatársa lett. 2008 nyarán a Seattle Redhawks 2010-ben újrainduló baseballcsapatának vezetőedzője lett.

## Eredményei vezetőedzőként
| Szezon                                         | Eredmény             | Eredmény             | Helyezés             | Továbbjutás          |
| Szezon                                         | Összesen             | Konferencia          | Helyezés             | Továbbjutás          |
| Lane Titans (NWAACC)                           | Lane Titans (NWAACC) | Lane Titans (NWAACC) | Lane Titans (NWAACC) | Lane Titans (NWAACC) |
| ---------------------------------------------- | -------------------- | -------------------- | -------------------- | -------------------- |
| 1997                                           | 28–13                | 20–5                 | 1.                   | NWAACC bajnokság     |
| 1998                                           | 33–10                | 16–7                 | 2.                   | NWAACC második hely  |
| 1999                                           | 37–10                | 20–5                 | 1.                   | NWAACC bajnok        |
| 2000                                           | 35–14                | 20–5                 | 2.                   | NWAACC bajnokság     |
| 2001                                           | 26–19                | 16–9                 | 2.                   | NWAACC bajnokság     |
| 2002                                           | 33–14                | 24–6                 | 2.                   | NWAACC bajnokság     |
| 2003                                           | 31–12                | 25–5                 | 1.                   | NWAACC bajnokság     |
| Lane:                                          | 223–92               | 141–42               | –                    | –                    |
| Seattle Redhawks (Független)                   |                      |                      |                      |                      |
| 2010                                           | 11–39                | –                    | –                    | –                    |
| 2011                                           | 22–29–1              | –                    | –                    | –                    |
| 2012                                           | 23–30                | –                    | –                    | –                    |
| Seattle Redhawks (Western Athletic Conference) |                      |                      |                      |                      |
| 2013                                           | 21–33                | 10–6                 | 9.                   | –                    |
| 2014                                           | 26–27                | 13–11                | 6.                   | WAC bajnokság        |
| 2015                                           | 31–27                | 19–8                 | 2.                   | WAC bajnokság        |
| 2016                                           | 37–21                | 21–5                 | 1.                   | WAC bajnokság        |
| 2017                                           | 20–35–1              | 8–16                 | 7.                   | WAC bajnokság        |
| 2018                                           | 32–21                | 13–11                | 4.                   | WAC bajnokság        |
| 2019                                           | 13–39                | 8–19                 | T–8.                 | –                    |
| 2020                                           | 7–9                  | 0–0                  | –                    | A szezon megszakadt  |
| 2021                                           | 18–33                | 10–22                | 8.                   | WAC bajnokság        |
| 2022                                           | 16–34                | 11–19                | 5.                   | –                    |
| 2023                                           | 21–32                | 17–13                | 3.                   | –                    |
| 2024                                           | 17–36                | 10–20                | 9.                   | –                    |
| Seattle:                                       | 315–445–2            | 140–150              | –                    | –                    |
| Összesen:                                      | 538–537–2            | –                    | –                    | –                    |
| Jelmagyarázat: Konferenciaszezon-bajnok        |                      |                      |                      |                      |

## Fordítás
- Ez a szócikk részben vagy egészben  a   Donny Harrel című angol Wikipédia-szócikk ezen változatának fordításán alapul.  Az eredeti cikk szerkesztőit annak laptörténete sorolja fel. Ez a jelzés csupán a megfogalmazás eredetét és a szerzői jogokat jelzi, nem szolgál a cikkben szereplő információk forrásmegjelöléseként.